# Залётов, Николай Андреевич
Никола́й Андре́евич Залётов (28 февраля 1914, Сердобск, — 24 октября 1977, там же) — полный кавалер ордена Славы, участник Великой Отечественной войны.

## Довоенная биография
Николай Андреевич Залётов родился 28 февраля 1914 года в русской семье в городе Сердобске Саратовской губернии (ныне — Пензенской области).
После окончания 5 классов работал машинистом дизельной установки на электростанции.

## Участие вВОВ
Николая Андреевича Залётова в ряды РККА призвали в 1941 году. В октябре того же года попал на фронт.
15 января 1944 года в бою в 4 километрах западнее Пулково (под Ленинградом) командир отделения 188-го гвардейского стрелкового полка 63-й гвардейской стрелковой дивизии Николай Андреевич Залётов первым ворвался в траншею противника, при этом, уничтожив более десяти гитлеровцев.
Приказом по 63-й гвардейской стрелковой дивизии (N 03-н) от 17 января 1944 года за мужество и отвагу, проявленные в боях, Николай Андреевич Залётов награждён орденом Славы 3-й степени.
11 февраля 1944 года Н. А. Залётов около населенного пункта Тропи (ЭССР) в ходе наступления переправился первым через реку Нарва, захватив со своими сослуживцами опорный пункт для последующего наступления. В том бою Н. А. Залётов уничтожил более десяти солдат противника.
Приказом по войскам 2-й ударной армии от 16 марта 1944 года за мужество и отвагу, проявленные в боях, Николай Андреевич Залётов награждён орденом Славы 2-й степени.
В июле 1944 года во время боевых действий на Карельском перешейке, сражаясь в составе всё того же полка, Николай Андреевич Залётов заменил командира попавшей в окружение роты и трое суток вместе с бойцами той роты отбивал контратаки противника, выполняя боевую задачу.
Указом Президиума Верховного Совета СССР от 5 октября 1944 года за образцовое выполнение заданий командования в боях с немецко-фашистскими захватчиками, Николай Андреевич Залётов награждён орденом Славы 1-й степени, став одним из первых полных кавалеров ордена Славы.
Адъютант командира 188-го гвардейского стрелкового полка гвардии младший лейтенант Залётов за боевые заслуги в ходе наступления 2-й ударной армии в период фронтовой наступательной операции войск левого крыла Ленинградского фронта награждён орденом Красной Звезды.
За боевые заслуги в ходе в Приекульской операции — четвёртой попытке ликвидации Курляндской группировки в феврале 1945 года командир стрелкового взвода гвардии младший лейтенант Залётов награждён орденом Отечественной войны 2-й степени.

## Послевоенная биография
После увольнения в запас в 1946 году лейтенант Николай Андреевич Залётов вернулся в город Сердобск Пензенской области. Там он до выхода на пенсию в 1974 году работал механиком на часовом заводе.

Мемориальная доска Н. А. Залётову в Пензе

Николай Андреевич Залётов умер 24 октября 1977 года.

## Увековечение памяти
- В городе Сердобске Пензенской области в 1984 году установлен бюст лейтенанта Николая Залётова на Аллее Героев, а также его именем названа улица.
- В городе Пензе установлена мемориальная доска Николаю Залётову (на здании 1 корпуса колледжа Транспортных технологий на проспекте Победы, 57).
- Также в колледже Транспортных технологий г. Пензы открыт класс Героя, посвящённый Н.А. Залётову.

## Награды
- Орден Отечественной войны 2-й степени
- Орден Красной Звезды
- Орден Славы 1-й степени (5 октября 1944) — за образцовое выполнение заданий командования в боях с немецко-фашистскими захватчиками
- Орден Славы 2-й степени (16 марта 1944) — за мужество и отвагу, проявленные в боях
- Орден Славы 3-й степени (17 января 1944) — за мужество и отвагу, проявленные в боях
- Медаль «В ознаменование 100-летия со дня рождения Владимира Ильича Ленина»
- Медаль «За оборону Ленинграда»
- Медаль «За победу над Германией в Великой Отечественной войне 1941—1945 гг.»
- Юбилейная медаль «Двадцать лет победы в Великой Отечественной войне 1941—1945 гг.»
- Юбилейная медаль «Тридцать лет Победы в Великой Отечественной войне 1941—1945 гг.»
- Юбилейная медаль «30 лет Советской Армии и Флота»
- Юбилейная медаль «40 лет Вооружённых Сил СССР»
- Юбилейная медаль «50 лет Вооружённых Сил СССР»
- Юбилейная медаль «60 лет Вооружённых Сил СССР»
- Медаль «В память 250-летия Ленинграда»
- Другие медали
- Почётный гражданин города Ленинград (1964)
- Советский гвардейский знак